# Чжоу Цзявей
Чжоу Цзявей (23 серпня 1983) — китайський плавець.
Учасник Олімпійських Ігор 2012 року.
Переможець Азійських ігор 2010 року.